# Mount Dampier
Der Mount Dampier (Rakiroa in Maori) ist Neuseelands dritthöchster Berg und erreicht eine Höhe von 3440 m. Der Berg liegt in den Neuseeländischen Alpen zwischen dem 3198 m hohen Mount Hicks (nordwestlich), dem 3309 m hohen Mount Vancouver (nordöstlich) und dem Aoraki/Mount Cook (südlich), dem mit 3724 m höchsten Berg des Landes. Alle drei Gipfel sind weniger als einen Kilometer entfernt.
Die Erstbesteigung gelang am 31. März 1912 dem Trio Freda Du Faur, Peter und Alexander Graham über den nordöstlich gelegenen Linda-Gletscher.
Der Berg trug ursprünglich den Namen Hector, wurde jedoch im Zuge der Ehrung von Seefahrern auf Mount Dampier umbenannt, womit wahrscheinlich der britische Seefahrer William Dampier gemeint ist.